# Monardia
Monardia är ett släkte av tvåvingar som beskrevs av Jean-Jacques Kieffer 1895. Monardia ingår i familjen gallmyggor.

## Dottertaxa tillMonardia, i alfabetisk ordning[1][2]
- Monardia abnormis
- Monardia absurda
- Monardia adentis
- Monardia antennata
- Monardia armata
- Monardia atra
- Monardia brachyptera
- Monardia canadensis
- Monardia caucasica
- Monardia cinerascens
- Monardia crassicornis
- Monardia dividua
- Monardia fumea
- Monardia furcifera
- Monardia furcillata
- Monardia gallicola
- Monardia gracilis
- Monardia kamtshatica
- Monardia kollari
- Monardia lignivora
- Monardia longicauda
- Monardia longicornis
- Monardia magna
- Monardia magnifica
- Monardia malaisei
- Monardia misella
- Monardia modesta
- Monardia modica
- Monardia monilicornis
- Monardia monotheca
- Monardia multiarticulata
- Monardia nigrita
- Monardia obsoleta
- Monardia pediculata
- Monardia plicans
- Monardia radiella
- Monardia recondita
- Monardia recta
- Monardia relicta
- Monardia saxonica
- Monardia sejuncta
- Monardia separata
- Monardia stirpium
- Monardia toxicodendri
- Monardia truncata
- Monardia ulmaria
- Monardia unguifera
- Monardia vividula
- Monardia yasumatsui